# Евгений Кочетов
Евгений Лвович Кочетов (на руски: Евгений Львович Кочетов) е руски офицер, полковник. Военен кореспондент в Сръбско-българската война.

## Биография
Евгений Кочетов е роден на 25 януари 1845 година в семейството на потомствен дворянин. Ориентира се към военното поприще. Служи в Гвардейската кавалерия. Участва в потушаването на Варшавското въстание в 1863 година. Получава звание полковник.
Преминава на работа като журналист. Сътрудник на вестник „Московские ведомости“. Пише под псевдонима Евгений Львов и Русский странник. През 80-е години е кореспондент на вестник „Новое время“. Отразява от театъра на бойните действия Сръбско-българската война (1885). След войната работи като служител на Министерството но финансите.
Автор на книгите: „В Сибирь на каторгу“ (1876), „Правдивые рассказы“ (1888), „Румелийский переворот“ (1886), „Болгария в период террора и анархии. Из личных воспоминаний“ (1888) и други.